# ویارویانت
ویارویانت (به فرانسوی: Villars-et-Villenotte) یک کمون در فرانسه با جمعیت ۱۵۵ نفر است که در Canton of Semur-en-Auxois واقع شده‌است.